# Stanisław Mrozowski
Stanisław Wojciech Mrozowski (ur. 9 lutego 1902 w Warszawie, zm. 21 lutego 1999 w Fort Lauderdale) – polski fizyk.

## Życiorys
Po raz pierwszy zainteresował się nauką już jako nastolatek, kiedy będąc uczniem szkoły średniej założył Polskie Amatorskie Towarzystwo Astronomiczne i wydawał biuletyn „Urania”.
W 1920 roku zgłosił się na ochotnika do polskiej armii. Brał udział w obronie Warszawy i walkach o Grodno. Został odznaczony Krzyżem Walecznych.
W 1925 uzyskał tytuł magistra na Uniwersytecie Warszawskim. Następnie rozpoczął badania z dziedziny spektroskopii. W 1929 uzyskał doktorat z fizyki, a następnie do 1933 jako stypendysta Ministerstwa Wyznań Religijnych i Oświecenia Publicznego odbył staże w Berlinie, Budapeszcie, Zagrzebiu i Kopenhadze, a następnie pracował w Zakładzie Fizyki Teoretycznej UW. 
Był asystentem profesora Czesława Białobrzeskiego w pracowni przy ulicy Oczki 3.
W roku 1936 przedstawił koncepcję badań eksperymentalnych nadsubtelnych struktur atomowych wykorzystujących rodzaj filtra Zeemana obecnie znany jako filtr Mrozowskiego.
Praca ta zwróciła na niego uwagę międzynarodowej społeczności fizyków. Został zaproszony na pierwszy międzynarodowy kongres fotoluminescencji, który odbył się w Warszawie w 1936 roku. Od 1937 był adiunktem w Zakładzie Fizyki Teoretycznej UW. Do drugiej wojny światowej należał do najczęściej publikujących i cytowanych fizyków polskich.
W 1939 Mrozowski wyjechał do kampusu Uniwersytetu Berkeley w Kalifornii, aby spędzić rok z Ernestem Orlando Lawrence'em. Tam zastała go wojna. Po zakończeniu pobytu w Berkeley dołączył do Roberta Sandersona Mullikena na Uniwersytecie w Chicago, gdzie został zatrudniony jako profesor w George Willians College.
W 1944 korporacja Great Lakes Carbon Corp zwróciła się z prośbą o zorganizowanie i prowadzenie zespołu badawczego fizyki w dziale R&D. To stanowisko, które piastował przez cztery lata, oznaczało dla niego początek kariery naukowej w fizyce węgla.
W 1949 roku przyjął profesurę na Uniwersytecie w Buffalo, gdzie organizował studia doktoranckie i grupy badawcze. Został dyrektorem Laboratorium Badań Węgla. Laboratorium stało się światowym centrum fizyki węgla. W 1962 założył międzynarodowe czasopismo „Carbon”, które redagował przez 20 lat.
Mrozowski utrzymywał liczne kontakty międzynarodowe. Działał w Fundacji Kościuszkowskiej w Nowym Jorku oraz w Polskim Instytucie Naukowym w Ameryce (PIASA).
W 1972 po przejściu na emeryturę z Buffalo przeniósł się do Ball State University w Muncie, gdzie zatrudniony był w niepełnym wymiarze godzin nauczania i badań aż do lat dziewięćdziesiątych.
Brał udział w pracach nad projektem Manhattan.
29 czerwca 1990 Uniwersytet Mikołaja Kopernika przyznał mu tytuł doktora honoris causa.
W 1993 został odznaczony Krzyżem Oficerskim Orderu Odrodzenia Polski.